# Третьякова, Елена Николаевна
Елена Николаевна Третьякова (род. 23 декабря 1988 года) — российская певица, бывшая участница российской девичьей поп-группы «Ранетки» (c 2005 по 2013). С февраля 2012 по ноябрь 2015 занималась сольной карьерой.

## Биография
Родилась в польском городе Легница, но детство провела в Москве. Занималась кикбоксингом, футболом. В составе женской футбольной команды «Чертаново» стала чемпионкой России. На гитаре Третьякову научил играть её брат, показав пару аккордов. А совершенствовала своё мастерство Елена уже сама.
Однажды друг Елены наткнулся в интернете на объявление о наборе в рок-группу. Он предложил ей «ради прикола» съездить на кастинг. В результате с 2005 по 2013 год Лена играла в «Ранетках».
В 2008 году вышел на экраны сериал «Ранетки», где Лена и другие участницы группы исполняли главные роли. Сериал выходил по 2010 год включительно и был растянут на 5 сезонов.
С 2012 по 2016 сольная карьера. Из-за проблем со здоровьем Лена не смогла продолжать профессионально заниматься спортом. Параллельно с этим Елена начала увлекаться и преподавать кундалини-йогу.
В 2017 году бывшие участницы «Ранеток» создали канал на YouTube под названием «KURAGA».
29 июня 2019 года Лена Третьякова, Лера Козлова, Нюта Байдавлетова и Женя Огурцова выступили на фестивале «Поколение NEXT» в Сочи, девушки исполнили кавер на песню Billie Eilish «Bellyache».
Ведет свой блог в Instagram. В 2020 году девушка сообщила, что продолжать музыкальную карьеру не планирует.

## Карьера
С 2005 по 2013 годы — солистка и бас-гитаристка группы «Ранетки», снималась в первых четырёх сезонах одноимённого телесериала. С февраля 2012 года начала сольную карьеру, параллельно работая в группе. Дебютная сольная песня «Твои слова» была написана самой певицей. 3 июня 2012 года представила вторую сольную песню «Прости». Позже была представлена композиция «Вопрос-ответ» в новом для себя звучании. 2 декабря 2012 года в московском клубе «Б2» выступила с концертной программой под названием «Другими красками».
17 ноября 2013 года состоялась презентация второй концертной программы «ЖиVи» в клубе «Б2». 4 октября 2014 года — презентация первого сольного альбома «Точка Б». 14 марта 2015 года — акустическая программа «Дюжина».
В ноябре 2015 года собрала группу «Море». В состав группы вошли: вокал и клавишные — Елена Третьякова; ударные — Дмитрий Горшенин; бас-гитара — Вадим Томахин; гитара и клавиши — Юрий Козин. 24 апреля 2016 года в составе группы «Море» дала камерный концерт в клубе «Гоголь».

## Образование
Елена вместе с «Ранетками» окончила факультет «Социально-культурная деятельность» по специальности «Продюсирование и постановка шоу-программ» в Московском государственном университете культуры и искусств (МГУКИ).
В 2015 году получила сертификат преподавателя кундалини-йоги в «Московском институте йоги».
В 2016 году получила удостоверение о повышении квалификации в «Федерации Йоги России. Школа инструкторов йоги» по программе «Теория и практика перинатальной йоги».
В 2019 году получила диплом о профессиональной переподготовке в Российском университете дружбы народов" по программе дополнительного профессионального образования «Системное психологическое бизнес консультирование и профессиональный коучинг».
В 2020 году окончила «Московский институт психоанализа» по специальности «Психология», в котором обучалась с 2016 года.
В 2021 году окончила Российский государственный социальный университет по специальности «Клиническая психология».

## Личная жизнь
Ходили слухи о романе с партнёром по телесериалу «Ранетки» Виталием Абдуловым. В интернете появилось совместное видео романтического содержания вне съёмочной площадки.
Спустя несколько лет Елена сама призналась, что это видео было снято специально, чтобы поднять интерес к сериалу.
Весной 2009 года появилась информация, что Елена вышла замуж за некоего Олега. Впоследствии сама Лена призналась, что пустила эту «утку», чтобы отомстить парню, с которым рассталась. Также ходили слухи о романе Лены с певцом Дмитрием Пряновым, на поверку эта информация оказалась пиаром со стороны продюсера Дмитрия и группы «Ранетки» для продвижения Дмитрия на эстраде. Также были слухи о романе с директором группы «Ранетки» Сергеем Крыловым, но это тоже оказалась «утка». Слухи о романе Елены с режиссёром сериала «Ранетки» Сергеем Арлановым также оказались всего лишь слухами.
В сентябре 2019 года было официально объявлено о свадьбе, имя жениха не уточняется.
Весной 2021 года совершила каминг-аут, заявив, что имела отношения с девушками. Однако позже она дала понять, что не относит себя к бисексуалам — попросту в один жизненный период встречалась с лицами и своего, и противоположного пола.
В 2022 году Третьякова переехала в Аргентину, где женилась на девушке. Там у неё в августе 2022 года родился сын. В 2024 году у пары родился второй сын.

## Дискография

### Студийные альбомы
В составе группы «Ранетки»:
- «Ранетки» (2006)
- «Пришло наше время» (2009)
- «Не забуду никогда» (2010)
- «Верните рок-н-ролл !!!» (2011)

Live-альбомы:
- «Live: концертный тур по России» (2009)

Саундтреки:
- «Ранетки (саундтрек к сериалу „Ранетки“)» (2008)

Видеоальбомы:
- «Ранетки: Лужники 2009» (2009)

### Синглы
В составе группы «Ранетки»:
- Слёзы — Лёд (2010)

### Сольные альбомы
- «Точка Б» (2014)
- «Дюжина» (2015)

## Клипы

#### В составе группы «Ранетки»
- «Она одна»
- «О тебе»
- «Ангелы»
- «Нас не изменят»
- «Налоги на любовь»
- «Ты не понял, кто я»
- «Я не забуду тебя»

#### Сольные клипы
- «Твои слова»
- «Пару слов»
- «Позвони маме» (совместно с группой Море)

#### Прочие клипы
- Таймсквер — ЭГО (2018)

## Фильмография
- 2008—2009 — Ранетки — Елена Кулёмина
- 2009—2010 — Ранетки Live — Откровения подростков
- 2010 — Однажды в Бабен-Бабене (ТВ)
- 2010 — Клуб Винкс: Тайна затерянного королевства — Лейла (озвучивание)
- 2016 — Александр Пересвет — Куликово эхо — Аня
- 2021 — Mazda Russia — «М**** времени» (сериал) — эпизодическая роль